# Істана-Негара (Малайзія)
Королівський музей (мал. Muzium Diraja ) уздовж Джалан-Істана був колишнім Національним палацом (мал. Istana Negara ) і колишньою резиденцією Ян ді-Пертуан Агонга (Верховного Короля) Малайзії. Розташовано на 50 000 м2 ) ділянка розташована на схилі пагорба Букіт-Петалінг з видом на річку Кланг, уздовж Джалан-Саєд-Путра.
У 2011 році його замінив новий національний палац як офіційну резиденцію короля. У 2013 році його було перетворено на Королівський музей і названо Стара Істана-Негара .

## Історія
Спочатку палац був двоповерховим особняком під назвою Великий дім, побудований у 1928 році місцевим китайським мільйонером Чаном Вінгом. Під час японської окупації з 1942 по 1945 рік він використовувався як резиденція японського губернатора. Після капітуляції японців 15 серпня 1945 року Британська військова адміністрація (BMA) вилучила його для старших військових офіцерів у званні бригадира. З утворенням Федерації Малайя в 1950 році уряд штату Селангор орендував резиденцію у власників за 5000 доларів США на місяць до Мердеки або незалежності в 1957 році. Він був реконструйований, щоб стати палацом Його Величності Султана Селангора . У 1957 році власники продали майно 5,26 гектарів Федеральному уряду за узгодженою оцінкою в 1,4 мільйони доларів. Потім федеральний уряд перетворив резиденцію на Істана-Негара для новоствореної суверенної посади Ян ді-Пертуан Агонг (короля) Малайї, який мав отримати незалежність того серпня, як було заплановано. З тих пір він зазнав кілька реконструкцій і розширень. Але наймасштабніша модернізація була проведена в 1980 році, оскільки це була перша церемонія встановлення Ян ді-Пертуан Агонг в Істана Негара. До цього церемонії встановлення проводилися в залі Тунку Абдул Рахмана в Джалан Ампанг, Куала-Лумпур , перша з яких відбулася в 1957 році.
Після того, як Істана Негара була перенесена до нового палацу на Джалан Дута в грудні 2011 року, вона пізніше була використана для королівської виставки під назвою Раджа Кіта, у поєднанні з інсталяцією Туанку Абдул Халіма Муадзама Шаха як 14-го Ян ді-Пертуан Агонга у 2012 році. Виставка розпочалася 15 квітня 2012 року та була продовжена до 8 грудня 2012 року. З 15 квітня по 7 грудня виставку відвідали понад 314 757 відвідувачів, як місцевих, так і іноземних. 
Було вирішено, що з 2013 року двоє охоронців у традиційному малайському одязі будуть розміщені біля головних воріт старої Істана Негара, щоб відродити ностальгію та традиції Малайського султанату. Міністр інформації, зв'язку та культури Раїс Ятім сказав, що ця практика допоможе зберегти старий палац як туристичне місце, яке варто відвідати.  Кілька кімнат і залів у старому Істана Негара будуть відкриті для відвідувачів, щоб дізнатися про їх використання попередніми тринадцятьма королями, які жили в цьому старому королівському палаці. Буде проведено інвентаризацію колекцій у палаці з метою їх збереження. Раїс Ятім попросив Королівську поліцію Малайзії та Департамент музеїв співпрацювати в управлінні колекціями. 

## Палацові площі та використання

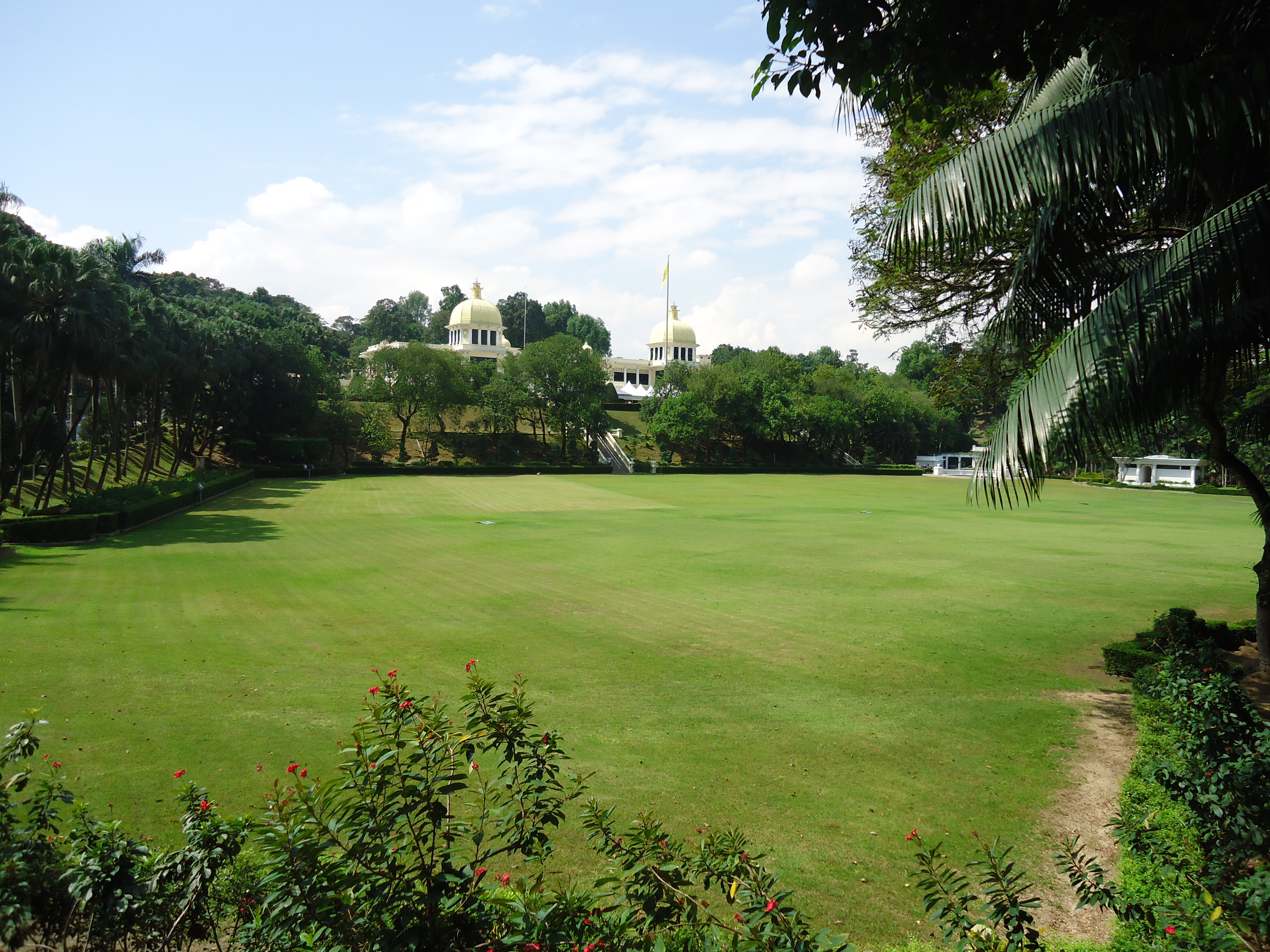
Комплекс старої Істана Негара, на Джалан Істана, офіційна резиденція Ян ді-Пертуан Агонг з 1957 по 2011 рік. З 2011 року він переїхав до більшого Istana Negara на Jalan Duta.

### Комплекс
Будівля розташована на території площею 11,34 га з різноманітними рослинами та квітами, басейном і критим залом для бадмінтону. Оскільки територія палацу не відкрита для відвідувачів і туристів, головний вхід до палацу є улюбленим місцем для фотографування туристів.
Вся територія огороджена, а Королівські знаки Його Величності розміщені на кожній сталевій балці між двома стовпами огорожі. У передній частині Істана Негара є головний вхід, який нагадує арку. З кожного боку арки розташовано два пости охорони для двох кавалеристів у парадній формі, подібній до тієї, що була в Букінгемському палаці в Лондоні. Починаючи з 2013 року, парадна форма має традиційний малайський одяг, як це було за часів Малайського султанату.
На території палацу знаходиться будиночок охорони для членів Королівського малайського полку, одного з двох підрозділів домашньої дивізії у Збройних силах Малайзії (інший є кінною церемоніальною ескадрильєю Королівського бронетанкового корпусу Малайзії ). Також є поле для гольфу на шість лунок, тенісні корти та озеро в дальній частині території.
Під’їзна алея, обсаджена кипарисами та казуаринами, веде до двох входів – до Західного крила, а інший – до Східного.

### Східне крило
Balai Rong Seri або тронний зал розташований у східному крилі і використовувався лише для офіційних і звичайних заходів. До них належать церемоніальні випадки прийняття королівської обітниці, обряд інсталяції та призначення нового прем’єр-міністра та федерального уряду, що включало церемонії інвеститури та складання присяги міністрами уряду та губернаторами штатів. Тут же відбувається вручення та прийняття іноземних дипломатичних призначень. Іноді служить банкетним залом.
Другий зал на першому поверсі - це Dewan Mengadap, де король приймає почесних гостей, таких як глави держав та іноземні сановники. Цей зал одночасно служить місцем відпочинку султанів і губернаторів під час конференції правителів. Інші кімнати: Bilik Duta, Bilik Permaisuri та Bilik Menteri . Білик-Дута – це місця, де король дає аудієнцію прем’єр-міністру, а також тут приймають почесних гостей. Королева приймає своїх гостей у Bilik Permaisuri, тоді як Bilik Menteri є кімнатою відпочинку для гостей.

### Західне крило
Засідання Конференції правителів проводилися в Білик Месюарат Раджа-Раджа, розташованому в Західному крилі.

## Галерея

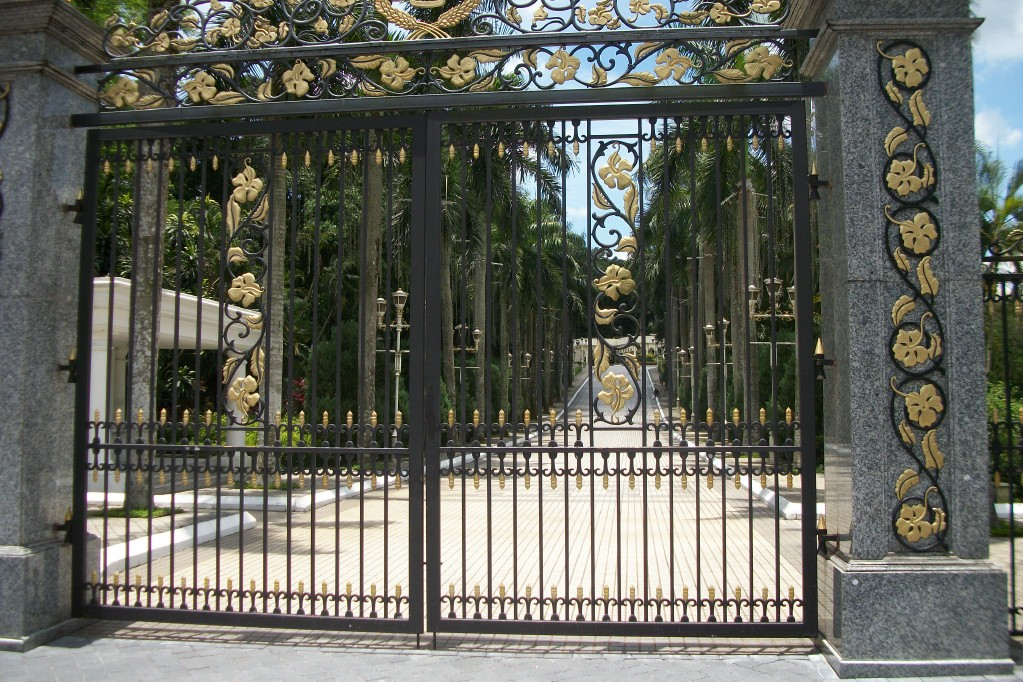
Палацові ворота.
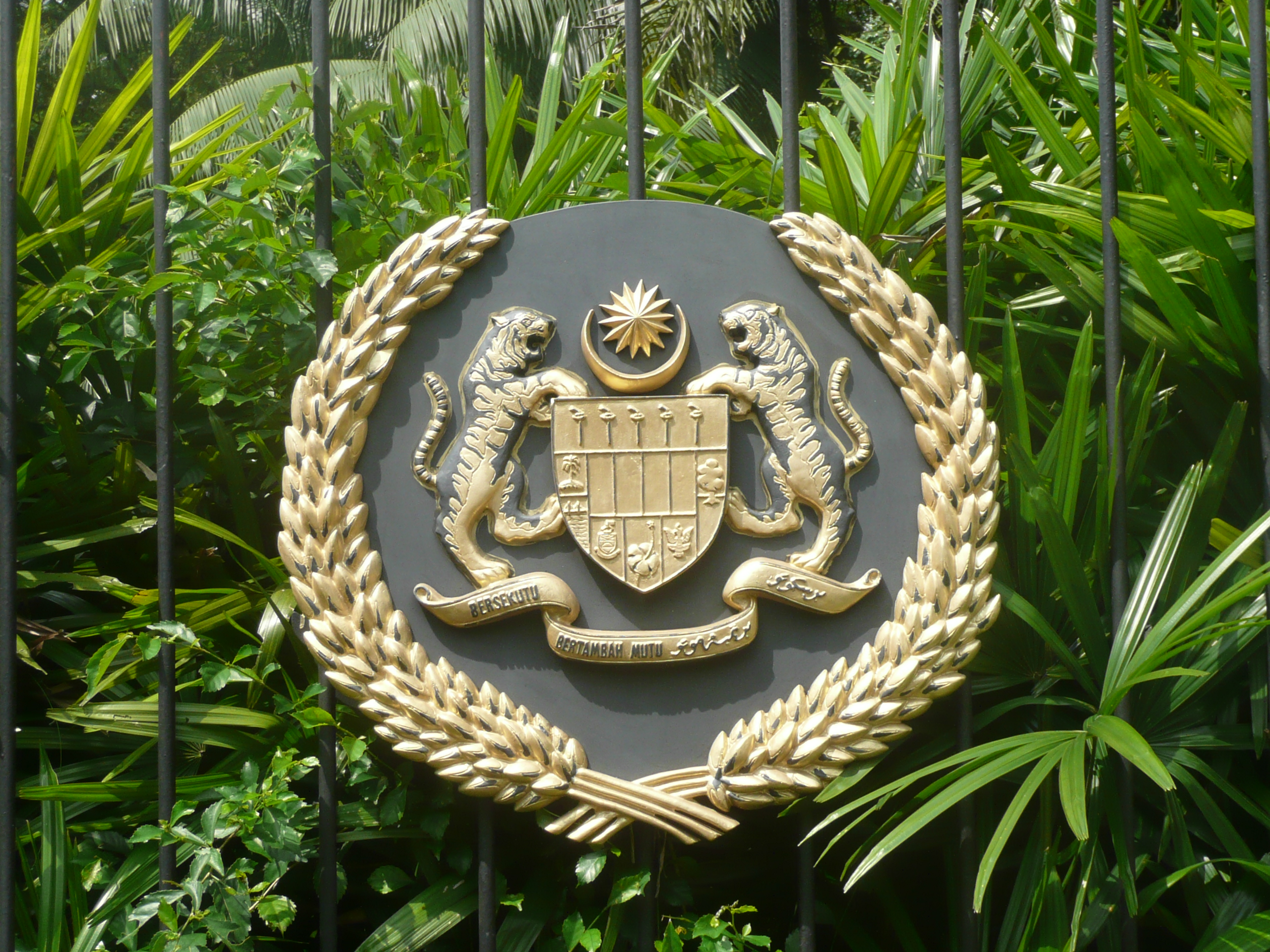
Малайзійський герб як частина Королівської відзнаки на огорожі палацу.
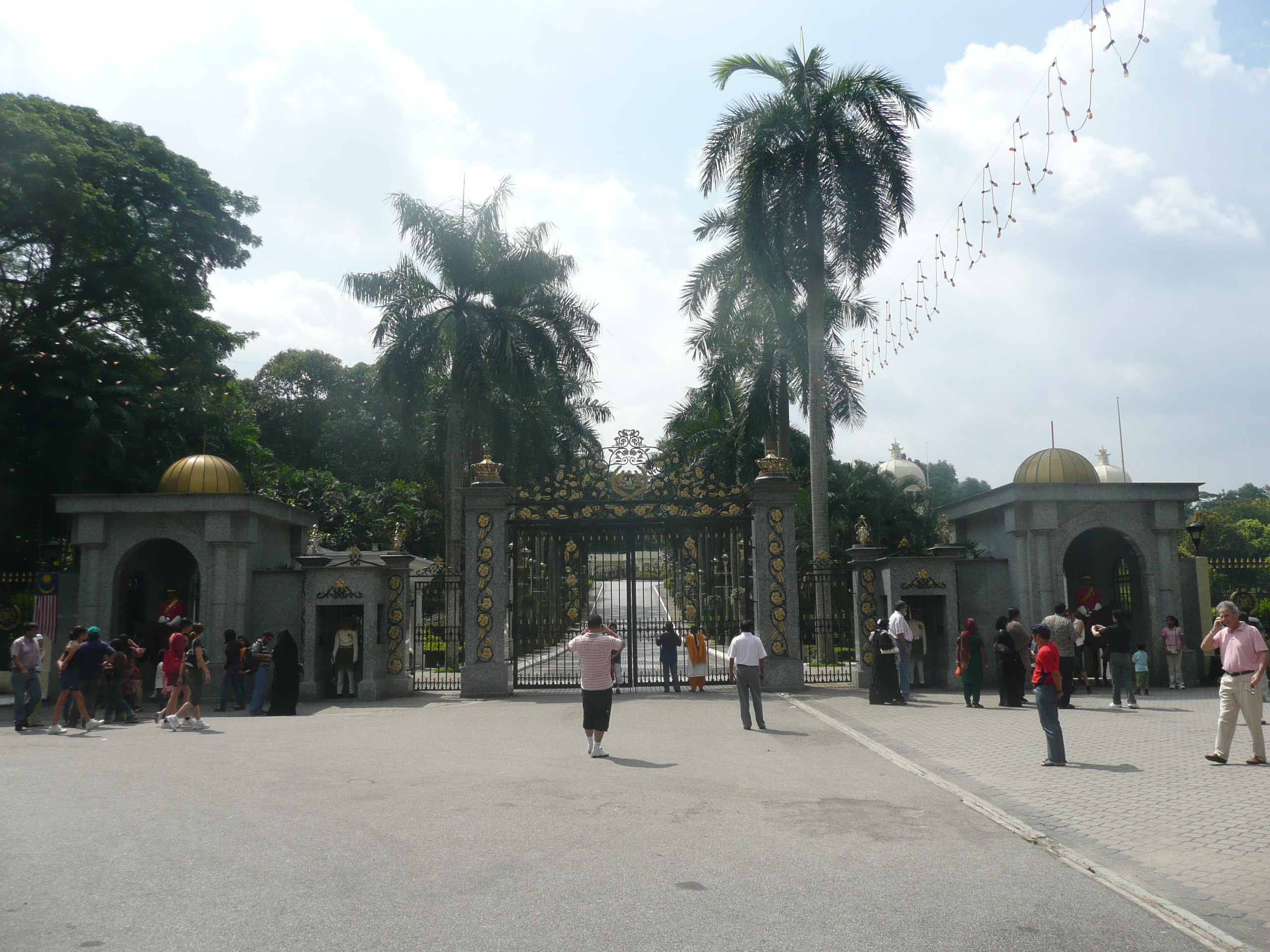
Головні ворота користуються популярністю серед туристів як місце для фото.
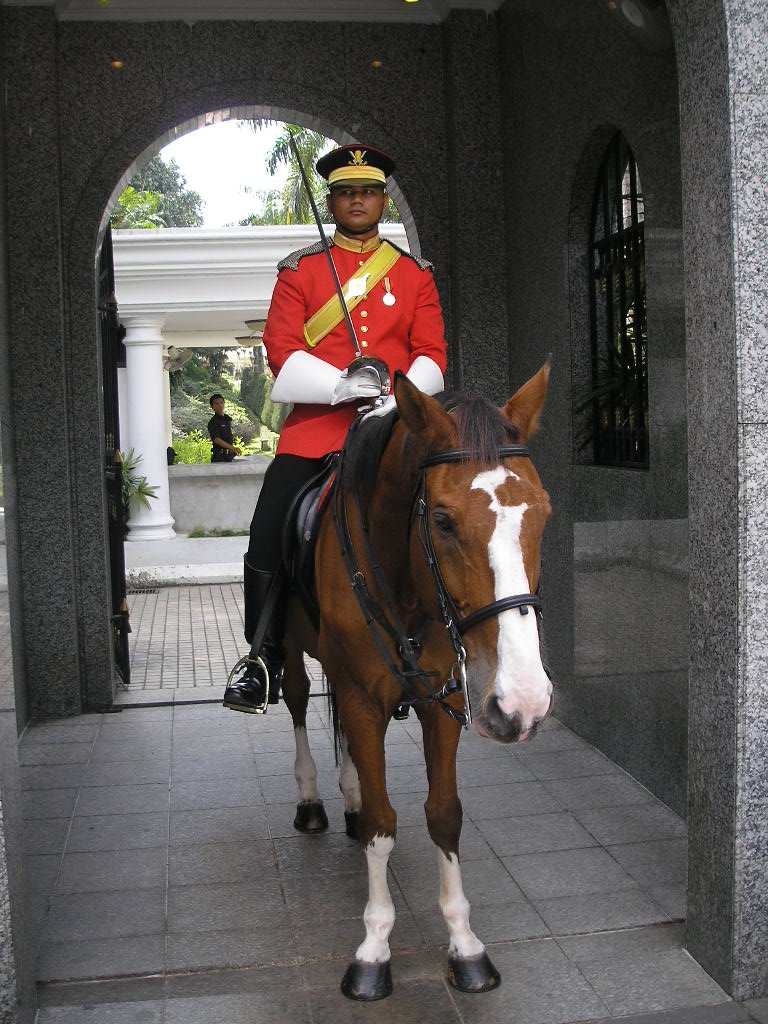
Кінна королівська варта біля головних воріт.
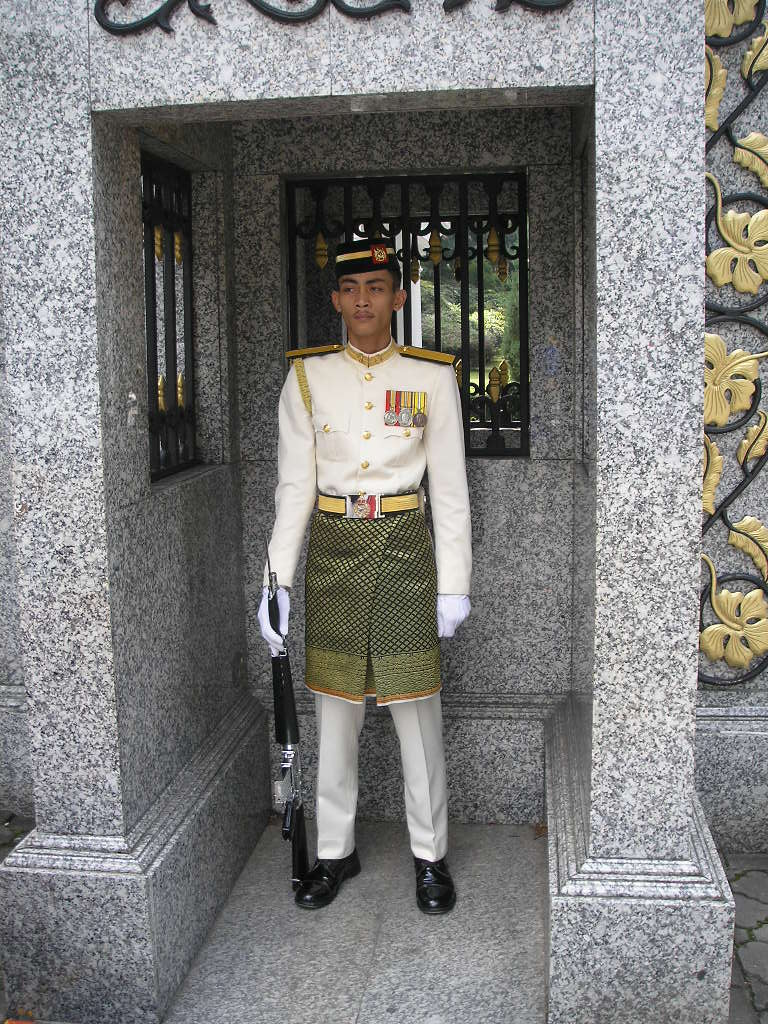
Королівська гвардія в традиційній вибірці .
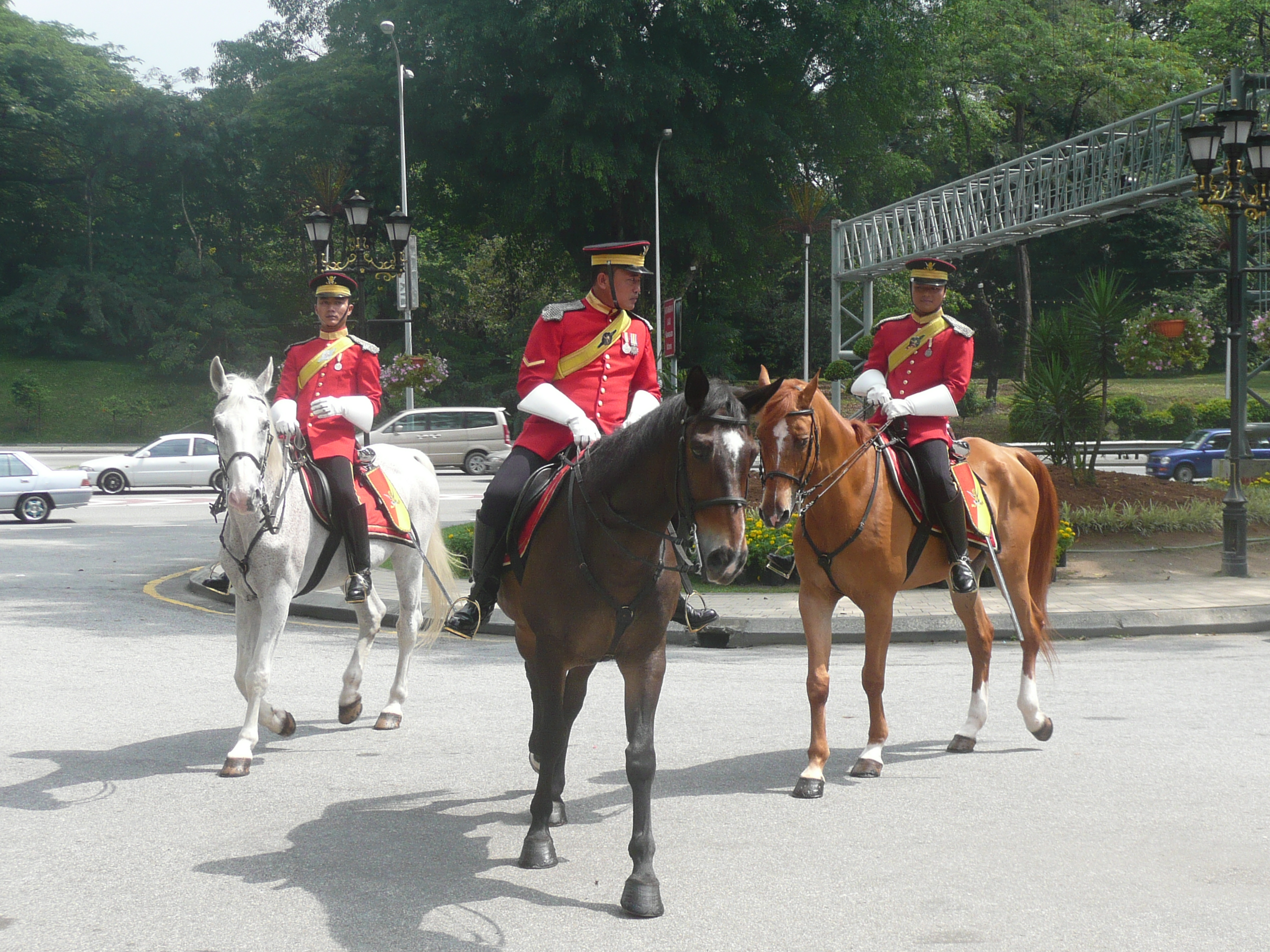
Церемонія зміни варти о 12 годині дня.

## Нова Істана Негара
Новий комплекс Istana Negara розташований на Jalan Tuanku Abdul Halim в Куала-Лумпурі. У грудні 2011 року суд переїхав до нового палацу.
Будівництво було розпочато в середині 2007 року та завершено у 2011 році загальною вартістю 997  мільйонів рингітів. Міністр Шазіман Абу Мансор сказав, що тепер палац є «найдивовижнішим архітектурним досягненням Куала-Лумпура, яке перевершує навіть вежі-близнюки».